# Дроу

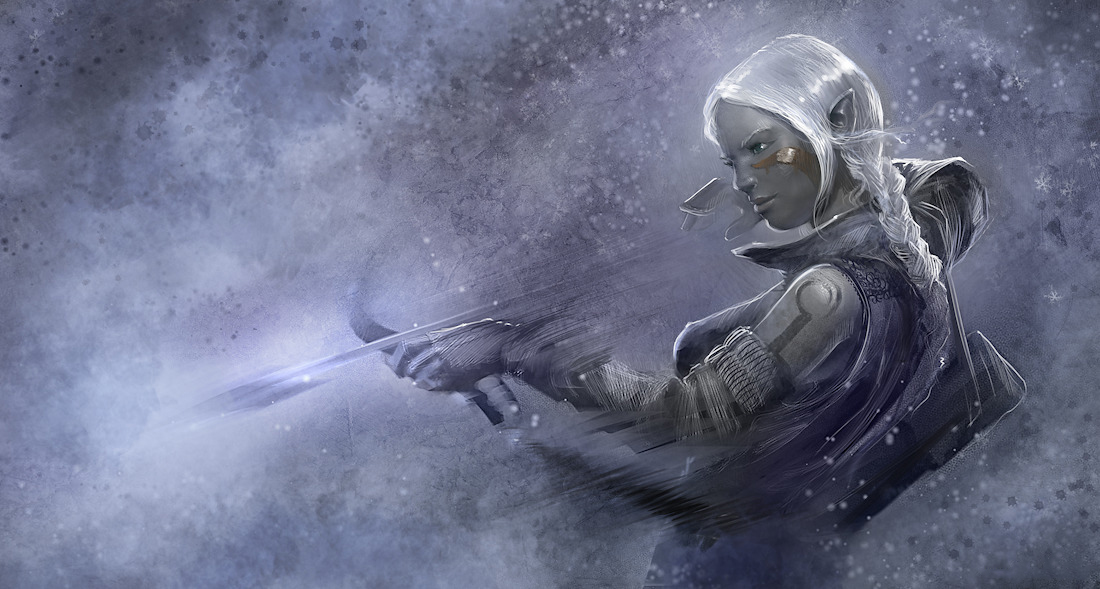
Фан-арт дроу

Дроу (англ. drow, самоназвание — «илитиири»; в разных переводах использовались транскрипции «драу» и «дров») — тёмные эльфы, вымышленная раса в мирах Dungeons & Dragons. Впервые упомянуты в книге правил Первого издания игровой системы Advanced Dungeons & Dragons за авторством Гэри Гайгэкса в 1979 году как разновидность расы эльфы. В конце 1980-х — начале 1990-х доработаны и включены Эдом Гринвудом в новый сеттинг Forgotten Realms («Забытые Королевства»), в рамках которого и получили наибольшую известность (согласно которому и описываются в статье). Эльфы-дроу значительно популяризованы литературой по Forgotten Realms, в частности серией книг Роберта Сальваторе о следопыте Дриззте До’Урдене. Разработчиками вселенной создан язык дроу и словарь с расхожими словами и фразами.
Дроу — могущественная и высокомерная темнокожая раса, обитающая в городах Подземья. Этот народ печально известен своей жестокостью, вероломством и междоусобными войнами. Большинство дроу исповедует кровавый культ паучьей богини Ллос. Люди и эльфы Поверхности боятся и ненавидят дроу, преследуя даже тех из них, кто порвал со злом. В соответствии с правилами Dungeons & Dragons, дроу присуще нейтрально-злое мировоззрение.

## Происхождение образа
Слово «drow» Гигакс заимствовал из преданий Шетландских и Оркнейских островов, а также Шотландии и Бретани, где trow, trowe или drow обозначало способных менять размер и форму подземных существ, часто описываемых как склонных к убийству, садизму и рабовладению; кроме того, шедландцы считали их родственниками эльфов и любителями пауков.
В германо-скандинавской мифологии присутствуют боящиеся солнечного света существа свартальвы («чёрные эльфы») и доккальвы («тёмные эльфы»), живущие в подземных мирах Свартальвхейме и Нидавеллире, впрочем часто их рассматривают как название одних и тех же существ и отождествляют с их соседями цвергами («карликами»).
Дроу также имеют ряд схожих черт с орками из корпуса произведений Джона Р. Р. Толкина. Так, оба народа происходят от эльфов, извращённых высшими силами зла, им присуща чёрная кожа, боязнь солнца, жизнь под землёй и вражда с эльфами, гномами и людьми.

## Описание

### Физические данные
Согласно книгам правил и художественной литературе по Forgotten Realms, дроу — стройные существа ростом 160—180 см с обсидиановой кожей и красными глазами. Их волосы преимущественно белого цвета, причём благородные эльфы носят их длинными и распущенными, в отличие от простолюдинов. Как и все эльфы, они обладают вытянутыми ушами и острыми чертами лица. Из этих типажей известны исключения: так, у Дзирта до’Урдена были лавандовые глаза, а у Громфа и Лириэль Бэнров — жёлтые, у дроу-наёмника Нисстира были рыжие волосы.
Дроу владеют инфравидением — способностью видеть в темноте в инфракрасном спектре, которое расам Поверхности доступно только с помощью заклинаний. Яркий свет слепит их глаза, отвыкшие от солнца за века жизни под землёй. Большинство дроу — небольшого роста, ниже наземных эльфов. Они уступают людям и дворфам в силе, но значительно превосходят в ловкости.

### Образ жизни
Дроу обитают в Подземье (англ. Underdark), сети тоннелей и пещер под Фэйруном, где находятся их густонаселённые города-государства. В условиях полного отсутствия солнечного света, основной пищей жителей Подземья являются грибы, мхи, лишайники, а также рыба из подземных озёр. Руками своих рабов дроу разводят рофов, подземных животных, похожих на коров, чьё мясо весьма питательно. В качестве ездовых животных тёмные эльфы используют подземных ящеров.. Те из тёмных эльфов, кто поклоняется богине Ллос, держат в домах крупных пауков, которые считаются священными животными.
Продолжительность жизни дроу весьма высока — до 500—700 лет, однако низкая рождаемость, высокая смертность в междоусобных распрях и строгий общественный уклад не позволяют им быть чрезмерно многочисленными. У дроу существует свой язык, являющийся одним из диалектов эльфийского. Дзирт До’Урден, вышедший на Поверхность, выучил язык наземных жителей. Находясь в тайных операциях и засадах, тёмные эльфы используют сложный, беззвучный язык жестов.

### Тактика
Дроу имеют природную предрасположенность к магии, более могущественной, чем у большинства народов Поверхности. Среди волшебных способностей тёмных эльфов, которыми владеют даже простые воины — способность вызывать иллюзии, такие как сферы темноты или иллюзорный огонь. Многие благородные дроу в различной степени владеют левитацией. Магия дроу, обычно могущественная, теряет значительную часть силы под воздействием солнечных лучей. Волшебные плащи-невидимки пивафви, доспехи и оружие из прочного материала под названием «адамантин», могут полностью исчезнуть и превратиться в прах, будучи вынесены на Поверхность.
В бою тёмные эльфы нередко используют отравленное оружие, в особенности миниатюрные арбалеты. Из-за этого наземные эльфы ненавидят и презирают этот вид оружия. В Подземье дроу воюют с помощью засад, используя свою способность к скрытности и левитации. На Поверхности, несмотря на многие преимущества, дроу ограничены действиями в закрытых помещениях и в ночное время для поддержания работы своей магии.

## Общество

### Иерархия
В обществе дроу царит матриархат (искл. город Сшамат), аристократия и строгая иерархия Великих Домов. В каждом городе есть несколько десятков Домов благородных дроу, имеющих свою определённую ступень в городской иерархии, Первый Дом правит всем городом. В непрерывной борьбе за власть и положение Дома не гнушаются никакими методами. Враждующие кланы стремятся полностью уничтожать род противника, чтобы подняться на ступеньку выше в иерархической лестнице. Уцелевшие дроу-простолюдины без колебаний переходят на службу к Дому-победителю.
Внутри самих благородных Домов борьба за положение аналогична. Считается нормой даже убийство близкого родственника, если оно приносит убийце выгоду. Единственным ограничением является требование секретности убийства и отсутствия свидетелей: дроу или Дом, убивающий открыто, будет наказан. Поэтому, за исключением случаев добровольного перехода к победителям, Дом, уничтожающий другой, не оставляет свидетелей в живых.

### Дипломатия
Дроу враждуют как между собой, так и практически со всеми народами Поверхности. Тёмные эльфы ненавидят многих из них и приписывают им враждебные замыслы, и не без оснований, в особенности своим историческим врагам — эльфам, которые живут на Поверхности. Дроу нередко совершают по ночам короткие вылазки на Поверхность для захвата новых рабов. Большая часть разобщённых городов дроу живёт за счёт рабов и наёмников. Аналогично они поступают в Подземье, ревниво охраняя свои владения и беспощадно истребляя чужаков, вторгающихся к ним. В свою очередь, народы Поверхности испытывают суеверный страх и ненависть к дроу, которая специально раздувается местными правителями.
В войне и для тяжёлой работы дроу часто прибегают к услугам рабов и наёмников из «низших» рас — гоблиноидов, минотавров и прочих. Численность рабов в некоторых городах превышает численность коренных жителей. Иногда тёмные эльфы заключают военные союзы с другими расами Подземья: иллитидами, дуергарами, наблюдателями и орками. Однако дроу, как и большинство эльфов, склонны к ксенофобии, остаются высокомерны и презрительны ко всем другим расам, даже к союзникам. Всех не-дроу они часто называют словом иблис — «дерьмо». Такое отношение пришлось пережить ассасину Артемису Энтрери во время его сотрудничества с дроу Мензоберранзана.

### Изгнанники
В литературе и компьютерным играм по Забытым Королевствам описывается значительное число дроу-изгнанников, живущих на Поверхности. Жестокость и неравноправие общества тёмных эльфов сподвигает многих из них на уход из своего народа, даже на жаркую и опасную Поверхность. Чаще это происходит с мужчинами, которые в большинстве городов дроу ущемлены в правах, но также и с женщинами, которых не устраивает предписанная им судьба жрицы Ллос. Среди изгнанников — не только идейные диссиденты, как Дриззт До’Урден и Лириэль Бэнр, но и те вынужденные беглецы, чей дом был уничтожен (как Викония Де’Вир из Baldur's Gate), и даже сознательные эмигранты, рассудившие, что общество дроу идёт к гибели, а потенциал их магии и боевого искусства даёт большие возможности в мире людей. К последним относятся Джарлаксл и его шайка Бреган Д’Эрт.
Жизнь дроу-изгнанника тяжела и опасна. Люди, гномы и, в особенности, эльфы преследуют оказавшихся на Поверхности тёмных эльфов. Даже те из них, кто, как Дриззт, порвали с тёмным наследием своего народа, рискуют подвергнуться гонениям, оскорблениям и даже угрозе жизни. Так, Викония Де’Вир в игре Baldur’s Gate попала на костёр по обвинению лишь в том, что она — дроу. В то же время великие Дома и матроны не прощают отступников и зачастую преследуют их с целью покарать и тем самым угодить своей богине.

### Крупнейшие города

Уст Ната, первый город дроу. Кадр из игры Baldur's Gate II

Тёмные эльфы обитают в городах-государствах, не объединённых в общее королевство. Тем не менее, города поддерживают контакт друг с другом и бывают союзниками в войнах с другими народами.
Ллурт Дрейер — крупнейший город дроу с населённостью около 400 тыс. жителей. В городе правят последователи религиозного культа Гонадора.
Мензоберранзан — город, расположенный под рекой Сарбрин, на берегу подземного озера Донигартен. Наиболее могущественный и известный город дроу, управляемый жрицами Ллос из дома Бэнр (часто фигурирует в романах по Forgotten Realms).
Чед-Насад — город в подземельях под Серым Пиком, нависающий над огромной пропастью в V-образной пещере. Построен домом Насадра после изгнания из Мензоберранзана. Иное название — Город Мерцающих Сетей. Впоследствии разрушен во время Войны Паучьей Королевы (Томас Рейд — «Мятеж»).
Уст-Ната — первый из городов, основанный дроу после исхода под землю, находится под океанским побережьем Амна (известен по игре Baldur's Gate II).
Шшамат — единственный город, из-за статической рождаемости управляемый магами-мужчинами, один из старейших. Расположен под Дальними Холмами. Является одним из самых густонаселённых городов дроу.
Шиндилрин — город, находящийся под лесами Кормира, на берегу озера Талмир. Построен представителями подводной расы куо-та, позднее завоёван дроу.
Чольссин — покинутый и полуразрушенный город дроу, расположенный глубоко в Подземье и представляющий собой чёрный бастион на вершине огромной скалы, являющейся опорой всего мира. Иное название — Город Шепчущих Теней. Являлся базой тайной организации Жазред Чольссин, во главе с Отцом-Покровителем Мауззкилом, и целью этой организации было свержение власти Ллос и матриархата с целью получения абсолютной власти в других городах-дроу в Подземье (Ричард Бейкер — «Приговор», роман из цикла «Война Паучьей Королевы»).

## История
Илиитири (дроу) происходят от эльфийской народности Ssri-Tel’Quessir, обитавшей в жарких джунглях южного Фэйруна, в империи, названной по их имени Илиитир. Они приняли активное участие в Войнах Короны, серии конфликтов между эльфийскими королевствами в 11 700 г. до Календаря Долин, и разорили земли лунных эльфов, превратив их в пустынную местность, известную теперь как Вечные Болота. Слово «dhaerow», которым их прозвали лунные эльфы, означало «предатель», и впоследствии превратилось в общепринятое название тёмных эльфов: «дроу». Попав под влияние воинственного культа богини Ллос, бывшей жены и извечной соперницы доброго эльфийского бога Кореллона Ларетиана, илиитири совершали жестокие убийства и жертвоприношения. За это дроу были изгнаны с Поверхности пантеоном эльфийских богов, Селдарин, и бежали в Подземье. Дроу и наземные эльфы сохранили взаимную неприязнь, и в последующие столетия илиитири нередко совершали по ночам короткие набеги на поверхность, вырезая обитающих в округе эльфов.
В книгах правил упоминается, что Ссри-Тел’Квессир изначально были темнокожими. Однако, согласно легенде, нынешним обликом — абсолютно чёрной кожей и красными глазами — боги Селдарин наказали дроу за их преступления.
Поселившись под землёй, изгнанники скитались по пещерам и тоннелям, ведя борьбу с другими народами Подземья. Самым ярким эпизодом стала война дроу и дварфов за великую пещеру Ба’эринден. Пещера, прежде населённая дварфами, была захвачена пришельцами, основавшими в ней недолго просуществовавшее королевство дроу Телантивар. Во время войны дроу применили мощные магические взрывы, которые обрушили купол пещеры и образовали на её месте Великий Разлом. Обе расы вынуждены были оставить Ба’эринден.
Семь родов, покинувших гномью пещеру под предводительством могущественной жрицы Ллос, Мензоберры Безродной, двинулись на север Подземья и основали могущественный город Мензоберранзан в 3917 году до КД. С самого начала в городе шла непримиримая борьба за власть между родами, обернувшаяся в 3864 до КД великой битвой двух правящих домов. Проигравший дом Насадра покинул город и вскоре основал свой собственный, Чед-Насад, также ставший одним из крупнейших. В последние столетия дроу стали вновь появляться на Поверхности и даже основывать там небольшие поселения.
Дроу тяжело пережили Кризис Аватар: их богиня не могла помогать их жрицам, основной силе дроу. Из-за этого, в частности, сорвался поход тёмных эльфов на Мифрил-Холл, а возглавлявшая его матрона Ивоннэль Бэнр погибла от рук короля дварфов Бренора. Ллос вернулась в свой дом в Бездне, однако с 1372 года КД исчезла, заключив себя в кокон и не отвечая на молитвы своих последователей. В связи с этим, власть матрон-жриц в городах дроу ослабла. Приверженцы других богов осмелели, в частности, поклонники Ваэрона руками наёмников-дуэргаров (тёмных дворфов) уничтожили город Чед-Насад, обрушив его взрывами бомб на дно пропасти..
Ллос вернулась из кокона значительно увеличившей свои силы и в статусе Великого Божества. В это же время исчез Ваэрон, совершивший неудачное покушение на свою сестру Эйлистри — он не отвечает своим жрецам и его считают погибшим.

## Религия

### Культы

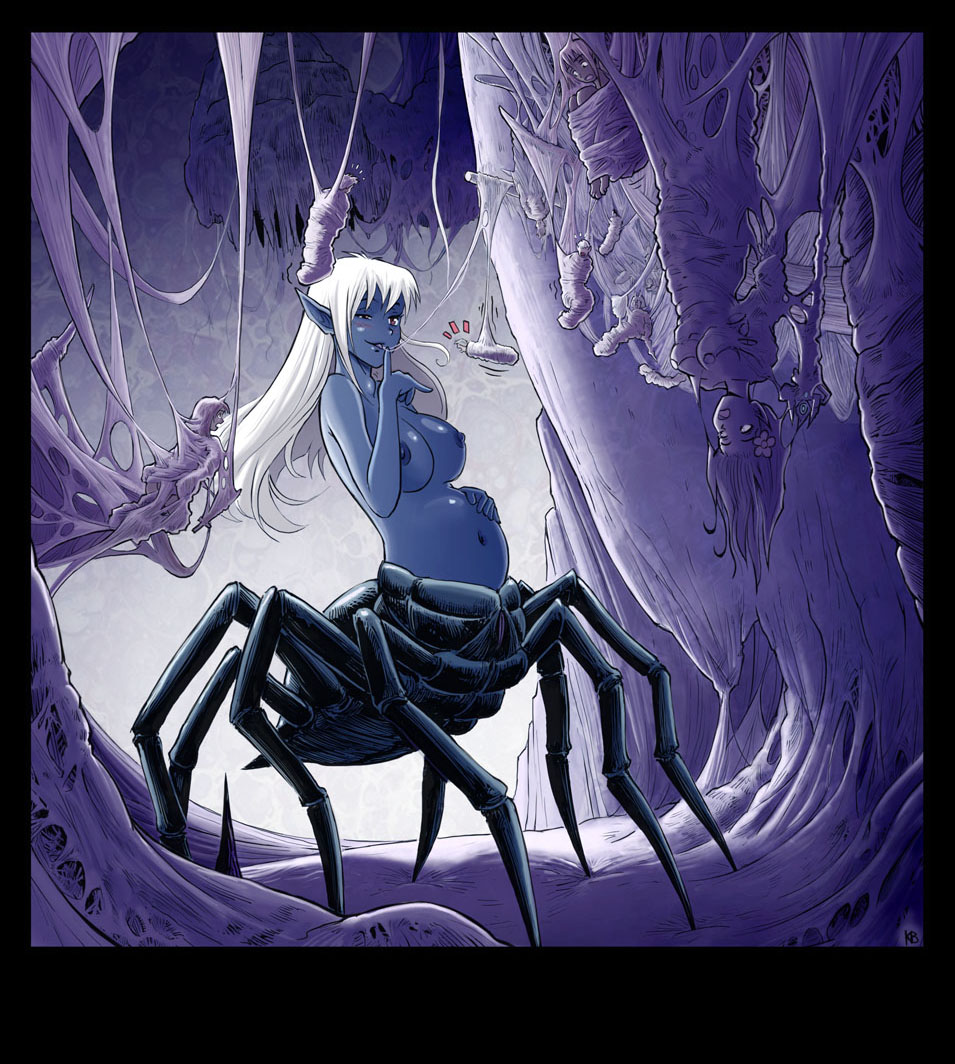
Фан-арт на Ллос, богиню, превращающую отступников в драуков

Самым распространённым является культ богини Ллос, преобладающий в таких городах как Мензоберранзан, Чед-Насад, Усть-Ната и др. Прозванная «Паучьей Королевой», Ллос является божеством среднего уровня из Бездны. Поклонение ей предусматривает жесткий матриархат, власть матрон-матерей Домов и верховных жриц. Мужчины находятся в приниженном положении, но они могут изучать магию и военное дело, в то время как все женщины становятся жрицами Ллос. Священными животными богини являются пауки, которых верные богине эльфы держат в домах. Ллос сподвигает своих подданных на хаос и разрушение, борьба за власть здесь особо жестока и во многом привязана к благосклонности богини. Жрицы Ллос обладают способностью превращать неугодных отступников в драуков (англ. drider), магических мутантов с телом дроу до пояса и телом паука ниже. Богине традиционно приносят в жертву третьего родившегося сына в каждой благородной семье.
Менее известным является культ Ваэрона, Господина в Маске. Его приверженцы — в основном мужчины-маги, и находятся у власти в некоторых городах, таких как Сшамат (Sshamath). Небольшое количество дроу обитает на Поверхности и в катакомбах под Вотердипом, известных как Скуллпорт. Это в основном поклонники Эйлистри Девы Танца, хаотично-доброй богини Луны. Дом Джерль, наёмные убийцы и фанатики Ваэрона, скрывается в лесах Кормантора. Три основных культа ведут непримиримую борьбу, их сторонники шпионят друг за другом и даже иногда ведут боевые действия.

### Пантеон

Жрецы разных культов дроу в ритуальных одеждах (и без них). Слева направо: жрецы Эйлистри, Сельветарма, Ллос, Гаунадора, Ваэрона, Киарансали

Пантеон дроу не представляет собой единого культа, церкви редко мирно соседствуют друг с другом, и зачастую поклонение одним богам запрещено в городе, где преобладает культ другого (особенно это касается городов, где правят жрицы Ллос). Обобщённо пантеон иногда называют «Тёмный Селдарин», по аналогии с общеэльфийским пантеоном.
- Ллос (Lloth) — Паучья Королева, экс-супруга светлого эльфийского бога Кореллона, носившая в то время имя Араушни. Основное божество дроу, хаотично-злая по мировоззрению покровительница убийства, хаоса и разрушения. Единственное среди «Тёмного Селдарин» Великое божество.
- Ваэрон (Vhaeraun) — Лорд в Маске, бог воров и обмана, которому поклоняются в основном мужчины-дроу, желающие независимости от матриархата Ллос. Как и его мать, Паучья Королева, обладает хаотично-злым мировоззрением.
- Эйлистри (Eilistraee) — Дева Танца, единственное доброе божество дроу. Хаотично-добрая сестра Ваэрона. Покровительствует ночи и луне, песне, танцу, охоте.
- Гаунадор (Ghaunadaur) — Древний Глаз, хаотично-злой бог слизи и грязи. Считается покровителем всех мятежников.
- Киарансали (Kiaransalee) — Леди Мертвых, хаотично-злая богиня нежити и некромантов.
- Сельветарм (Selvetarm) — Затаившийся Паук, хаотично-злой бог воинов дроу, воитель Ллос.

## Известные дроу
- Дриззт До’Урден — следопыт, изгнанник из Мензоберранзана. Едва ли не единственный дроу, добившийся признания на Поверхности. Персонаж книг Роберта Сальваторе.
- Джарлаксл — авантюрист и наёмник, глава организации Бреган Д’Эрт. Прославился непредсказуемостью и невероятной ловкостью. Покинул Подземье вскоре после неудачного набега на Мифрил-Холл, и в настоящий момент скитается по Королевствам в компании Артемиса Энтрери. Персонаж книг Роберта Сальваторе.
- Ивоннель Бэнр — матрона Первого Дома Бэнр, в течение долгих столетий правившая Мензоберранзаном и находившаяся в особом расположении у Ллос. За время её правления большинство жителей города успели забыть её настоящее имя и называли просто «матрона Бэнр». Погибла в Смутное Время в войне с дварфами Мифрил-Холла.
- Громф Бэнр — архимаг Мензоберранзана, сын Ивоннель и глава академии магов Сорцере. Самый влиятельный мужчина-дроу в городе, один из главных героев серии «Война Паучьей Королевы».
- Лириэль Бэнр — дочь Громфа, талантливый маг. Сбежала из Подземья в поисках возможностей обучения магии, запрещённой для женщин в обществе дроу. Поклонница Эйлистраи, главный герой книг Элейн Каннингем.
- Викония Де’Вир — изгнанница из Дома Де’Вир, уничтоженного Домом До’Урден, жрица Шар, богини тёмной магии. NPC серии игр Baldur's Gate.
- Натирра — бывшая убийцa из гильдии ассасинов Красные сестры, которая стала последовательницей Эйлистраи. Персонаж игры Neverwinter Nights.
- Минтара Бэнре — одна из лидеров культа Абсолют. NPC серии игры Baldur's Gate 3.

## Книги и игры с участием дроу

### Книги

#### Роберт Сальваторе
Цикл романов «Сага о Дриззте»
- Трилогия «Тёмный эльф» (Dark Elf)
  - «Родина» (Homeland, 1990)
  - «Изгнанник» (Exile, 1990)
  - «Воин» (Sojourn, 1991)
- Трилогия «Долина Ледяного Ветра» (Icewind Dale)
  - «Сверкающие Тени» (The Crystal Shard, 1988)
  - «Серебряные стрелы» (Streams of Silver, 1989)
  - «Проклятье рубина» (The Halfling’s Gem, 1990)
- Тетралогия «Наследие дроу» (Legacy of the Drow)
  - «Тёмное Наследие» (The Dark Legacy, 1992)
  - «Беззвёздная Ночь» (Starless Night, 1993)
  - «Осада Тьмы» (Siege of Darkness, 1994)
  - «Путь к рассвету» (Passage to Dawn, 1996)
- Трилогия «Тропы тьмы» (Paths of Darkness)
  - «Незримый клинок» (The Silent Blade, 1998)
  - «Хребет Мира» (The Spine of the World, 2000)
  - «Море Мечей» (Sea of Swords, 2001)
- Трилогия «Клинки охотника» (The Hunter’s Blades)
  - «Тысяча Орков» (The Thousand Orcs, 2002)
  - «Одинокий Дроу» (The Lone Drow, 2003)
  - «Два Меча» (The Two Swords, 2004)
- Трилогия «Переходы» (Transitions)
  - «Король Орков» (The Orc King, Сентябрь 2007)
  - «Король Пиратов» (The Pirate King, Октябрь 2008)
  - «Король Призраков» (The Ghost King, Октябрь 2009)
- Трилогия «Наёмные клинки» (The Sellswords)
  - «Служитель кристалла» (Servant of the Shard, 2000)
  - «Заклятие Короля-колдуна» (Promise of the Witch King, 2005)
  - «Дорога Патриарха» (Road of the Patriarch, 2006)
- Цикл «Невервинтер» (Neverwinter):
  - «Гонтлгрим» (Gauntlgrym)
  - «Невервинтер» (Neverwinter)
  - «Коготь Харона» (Charon's Claw)
  - «Последний Порог» (Last Threshold)
- «Раскол» (The Sundering):
  - «Компаньоны» (Companions)
- «Кодекс компаньона» (The Companion's Codex):
  - «Ночь охотника» (Night of the Hunter)
  - «Восстание короля» (Rise of the King)
  - «Месть железного дворфа» (Vengeance of the Iron Dwarf)
- «Возвращение домой» (The Homecoming):
  - «Архимаг» (Archmage)
  - «Маэстро» (Maestro)

#### Элейн Каннингем
- Трилогия «Звёздный свет и тени» (Moonlight and Shadows)
  - «Дочь Дроу» (Daughter of the Drow 1995)
  - «Паутина» (Tangled Webs 1996)
  - «Крылья ворона» (Windwalker 2003)

#### «Война Паучьей Королевы»
(War of the Spider Queen). Межавторская серия под редакцией Р. А. Сальваторе.
- Ричард Ли Байерс — «Отречение» (Dissolution 2002)
- Томас Рейд — «Восстание» (Insurrection 2002)
- Ричард Бейкер — «Осуждение» (Condemnation 2003)
- Лиза Смедман — «Вымирание» (Extinction 2004)
- Филип Этанс — «Истребление» (Annihilation 2004)
- Пол Кемп — «Возрождение» (Resurrection 2005)
- Лиза Смедман — «Госпожа Покаяние» (Sacrifice of the Widow 2011)
- Лиза Смедман — «Атака Мертвецов» (Storm of the Dead 2011)

### Игры
- Серия стратегий Spell Force;
- Серия RPG Baldur's Gate;
- Серия RPG Icewind Dale;
- Серия RPG Neverwinter Nights;
- Eye of the Beholder;
- Menzoberranzan;
- Forgotten Realms: Demon Stone;
- Defence of the Ancients 2[20][20].

## Дроу в другихсеттингахD&D
В сеттинге Грейхок, в котором дроу впервые появились, тёмные эльфы почти не отличаются от своих сородичей из Забытых Королевств. Они также поклоняются Ллос и живут под землёй, их крупнейший город — Эрелей-Кинлу, известный также как Свод Дроу.
В сеттинге Эберрон дроу населяют джунгли острова Ксен'Дрик. Эта разновидность расы заметно отличается от оригинала. Дроу Эберрона поклоняются богу-скорпиону Вулкору. Их уровень развития сильно разнится между племенами, часть из которых живёт первобытным строем.

## Образ в массовой культуре

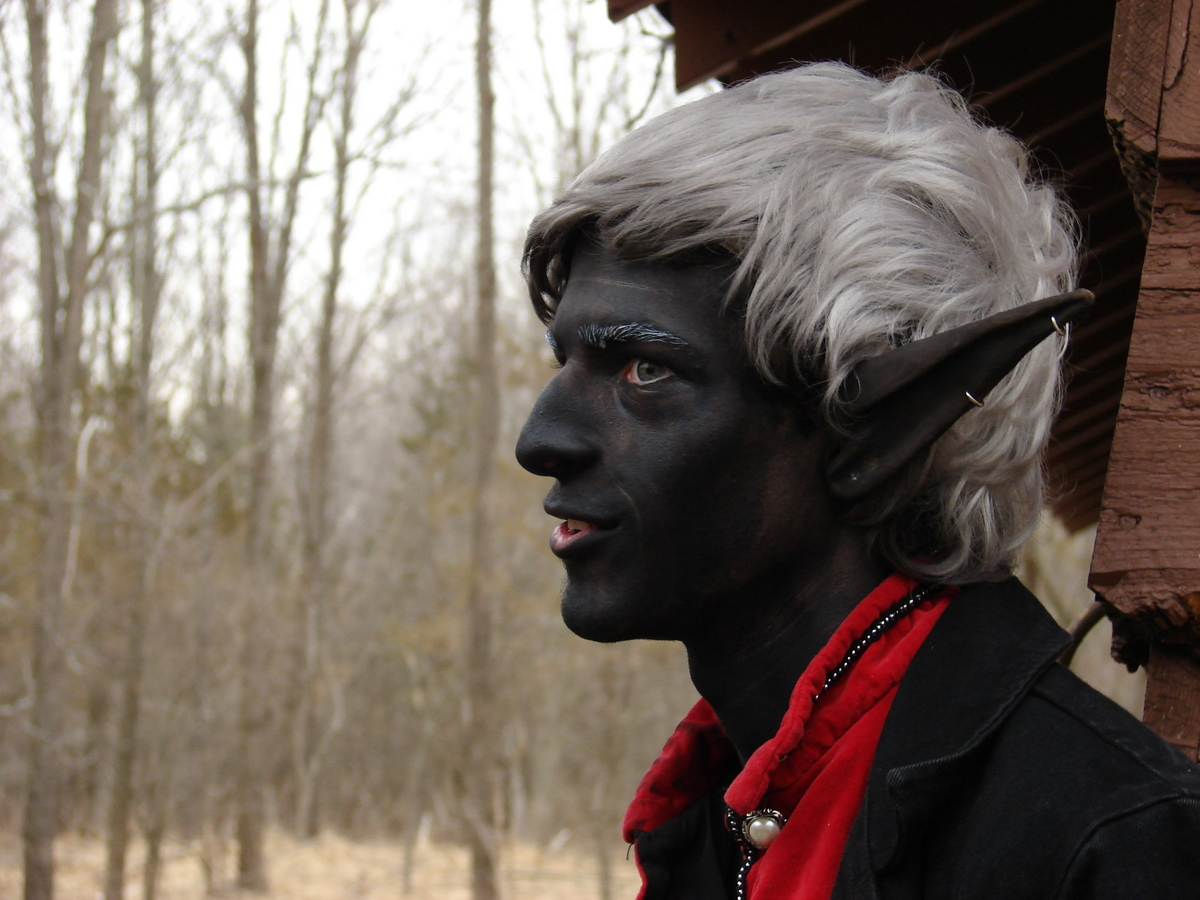
Косплей дроу

Дроу являются одной из самых популярных рас Забытых Королевств, и одним из символов этой вселенной. Образ дроу стал архетипичным. Дроу обрели большую популярность среди любителей фэнтези и оказали большое влияние на образы тёмных эльфов в длинном ряду других вселенных, особенно в ролевых и стратегических компьютерных играх.
Среди поклонников Забытых Королевств существует значительное количество любителей расы дроу, изучающих их культуру и язык (хотя среди вымышленных языков язык илиитири уступает по популярности клингонскому и квенья). На живых ролевых играх по Забытым Королевствам некоторые игроки появляются в роли дроу в соответствующих костюмах и гриме.